# Stephan Brenn
Stephan Brenn (* 1961 in Heidelberg) ist ein deutscher Künstler. 

## Leben
Nach einer Ausbildung zum Kunstglaser an der Glasfachschule Rheinbach kam er 1985 nach Köln und war längere Zeit im Event-Management tätig. 1999 führte er das persönliche Kunstprojekt gratisprobe mit Fundstückcollagen eines jeden Tages aus dem Jahr 1999 durch.
Brenn ist Initiator der Kunstprojekte Kruzifix und Mausefalle‚ Museum für Verwandte Kunst und der Ministeckiade Köln. Sein Werk umfasst sowohl Malerei, Zeichnung, Skulptur und Fotografie, wie auch Film, Installation und Performance mit Musik. Brenn lässt sich von den Fundstücken seiner Umgebung inspirieren. Auf Flohmärkten, im Sperrmüll, an Baustellen und vor allem auf den täglichen Streifzügen durch die Stadt sucht er Überbleibsel der urbanen Konsum- und Arbeitswelt. Ausgediente technische Geräte, veraltete Formulare, Metallstücke und Drähte, oftmals bereits gebrochen oder deformiert, bilden die Grundlage seiner Arbeit.
Seit 2005 entstehen erste „Drahtzeichnungen“, sie wurden im Kunstwerk Köln 2005 und in Düren im Jahr 2006 gezeigt. 2007 erste Drahtzeichnung im Museum – Museum für konkrete Kunst Ingolstadt. Ab 2009 vermehrt Overheadprojektionen. Brenn ist Initiator des Kunstprojekts Museum für Verwandte Kunst in Köln mit Katrin Bergmann. Es wurde 2004 eröffnet mit den Ausstellungen hirsch und heute, hausaltäre, plaste und elaste und große melodie. Außerdem ist er Schirmherr der 1. Ministeckiade Köln 2004 und der 2. Ministeckiade Köln 2005.

## Werk (Auswahl) und Ausstellungen
- Kruzifix und Mausefalle – mit Thomas Schneider und Martin Kätelhön, ein Fundstückprojekt mit weltlichen Fundstücken eines Jahres aus dem Kölner Dom, gezeigt im studio dumont 2002. Veröffentlicht bei Dumont Literatur und Kunstverlag Köln 2002, ISBN 3-8321-6010-8.

Draht-Installationen und -projektionen:
- 2006 Erste Drahtprojektion zur langen nacht der Kölner Museen im Museum für verwandte Kunst
- 2007 „verdichtung“ in der vitrine d'art comme ci comme ca II, Köln
- 2007 Ausstellung „Drahtzeichnung“ im Reinraum Düsseldorf
- 2007 Drahtprojektion mit Klarinette im Schaufenster Julia Seidensticker, Köln
- 2007 Drahtprojektion von Stephan Brenn, musikalisch untermalt im MKK Ingolstadt
- 2008 museum für verwandte kunst, Köln; „Zeichnung ohne Papier“
- 2008 Raum für zeitgenössische Kunst, Zürich; „stephan brenn – drahtzeichnungen“
- 2008 Ausstellungsraum Jürgen Bahr, Köln; „Welt am Draht“-Internationale Photoszene
- 2008 Förderfläche auf der contemporary art ruhr, Zeche Zollverein; Essen
- 2009 museum für verwandte kunst, Köln; „Mehr Licht“
- 2009 Teilnahme an der Art Tel Aviv, Tel Aviv; „open endings“ – Biennale
- 2009 Museum Schnütgen, Köln – Lange Nacht der Kölner Museen
- 2010 Raum für Kunst und Design, Köln